# رينس فان إيجدين
رينس فان إيجدين هو لاعب كرة قدم هولندي يلعب في مركز الدفاع مع نادي إن إي سي نيميخن.